# Peter Gordeno
Peter Dean Gordeno (20 februari 1964) is een Brits songwriter, producer en multi-instrumentalist die ook werkt als tour- en sessiemuzikant. Sinds 1998 tourt hij met Depeche Mode waar hij keyboard speelt ter vervanging van Alan Wilder. Daarnaast is hij achtergrondzanger en speelt soms basgitaar. Samen met Andrew Phillpott toerde hij in 2003 met Martin Gore op een korte tournee ("A Night with Martin L. Gore") in 2003.